# 야시
"야시"는 1979년에 개봉한 대한민국의 영화이다.

## 캐스팅
- 장미희
- 김추련
- 윤일봉
- 안성기
- 노승희
- 이주연
- 손전
- 윤일주
- 박광진
- 김달호
- 김광일
- 김지영
- 전숙
- 권일정
- 김신명
- 김재만